# Sarcophaga baranovi
Sarcophaga baranovi är en tvåvingeart som först beskrevs av Guilherme A.M.Lopes 1967.  Sarcophaga baranovi ingår i släktet Sarcophaga och familjen köttflugor. Inga underarter finns listade i Catalogue of Life.